# Halticus luteicollis
Halticus luteicollis, auch Gelbkopf-Springweichwanze genannt, ist eine Wanzenart aus der Familie der Weichwanzen (Miridae).

## Merkmale
Die Wanzen werden 2,8 bis 3,6 Millimeter lang. Die sehr kleinen Arten der Gattung Halticus kann man anhand ihrer blassen Beine und der sehr langen Fühler, die länger als der Körper sind, erkennen. Halticus luteicollis hat einen blassen Kopf und das Pronotum ist häufig ebenso teilweise blass. Der Kopf ist sehr schmal und läuft spitz zu. Die Schenkel (Femora) sind blass und haben eine dunkle Basis. Die adulten Wanzen sind immer voll geflügelt (makropter) und mit schuppenartigen, goldenen Härchen bedeckt.

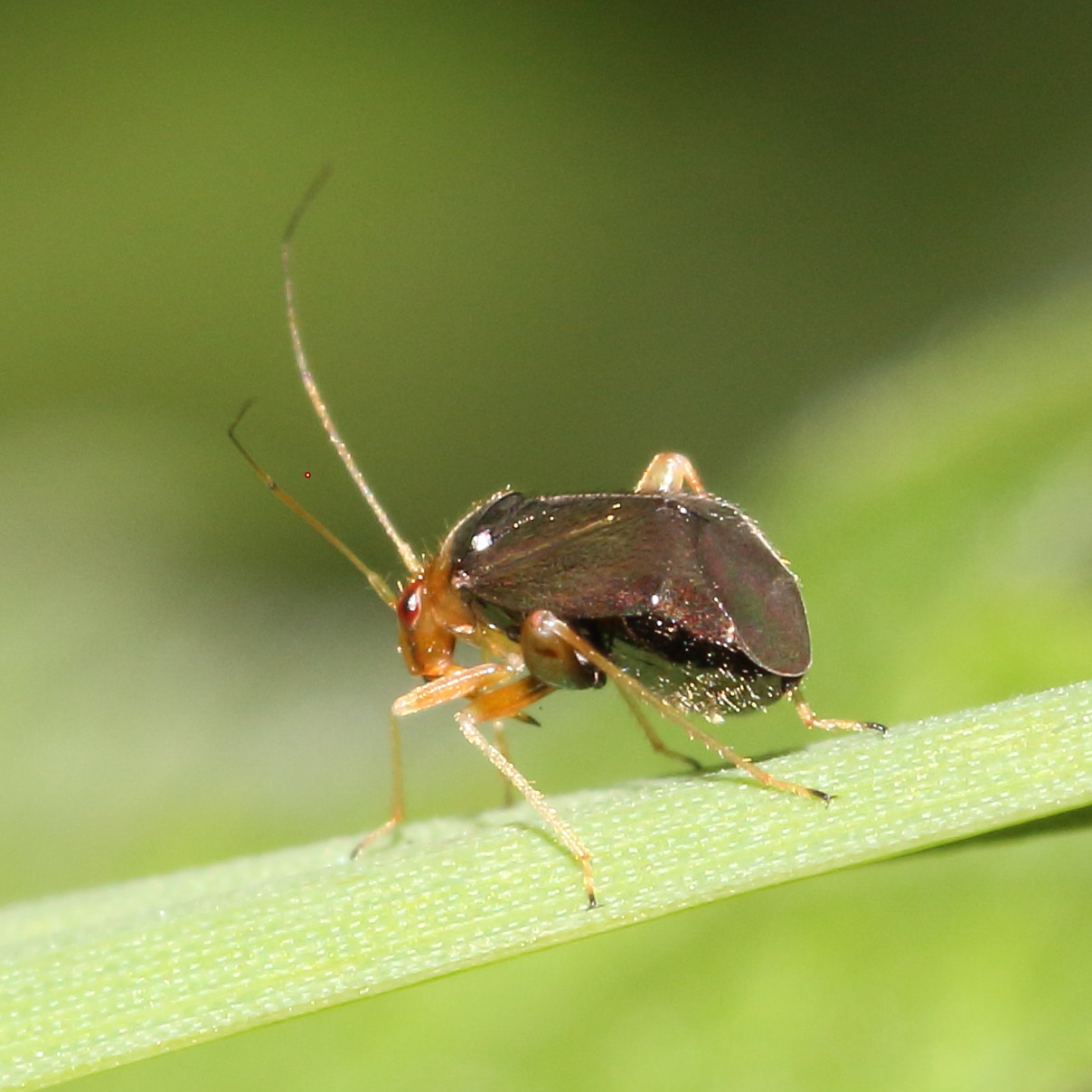
Halticus luteicollis, lateral

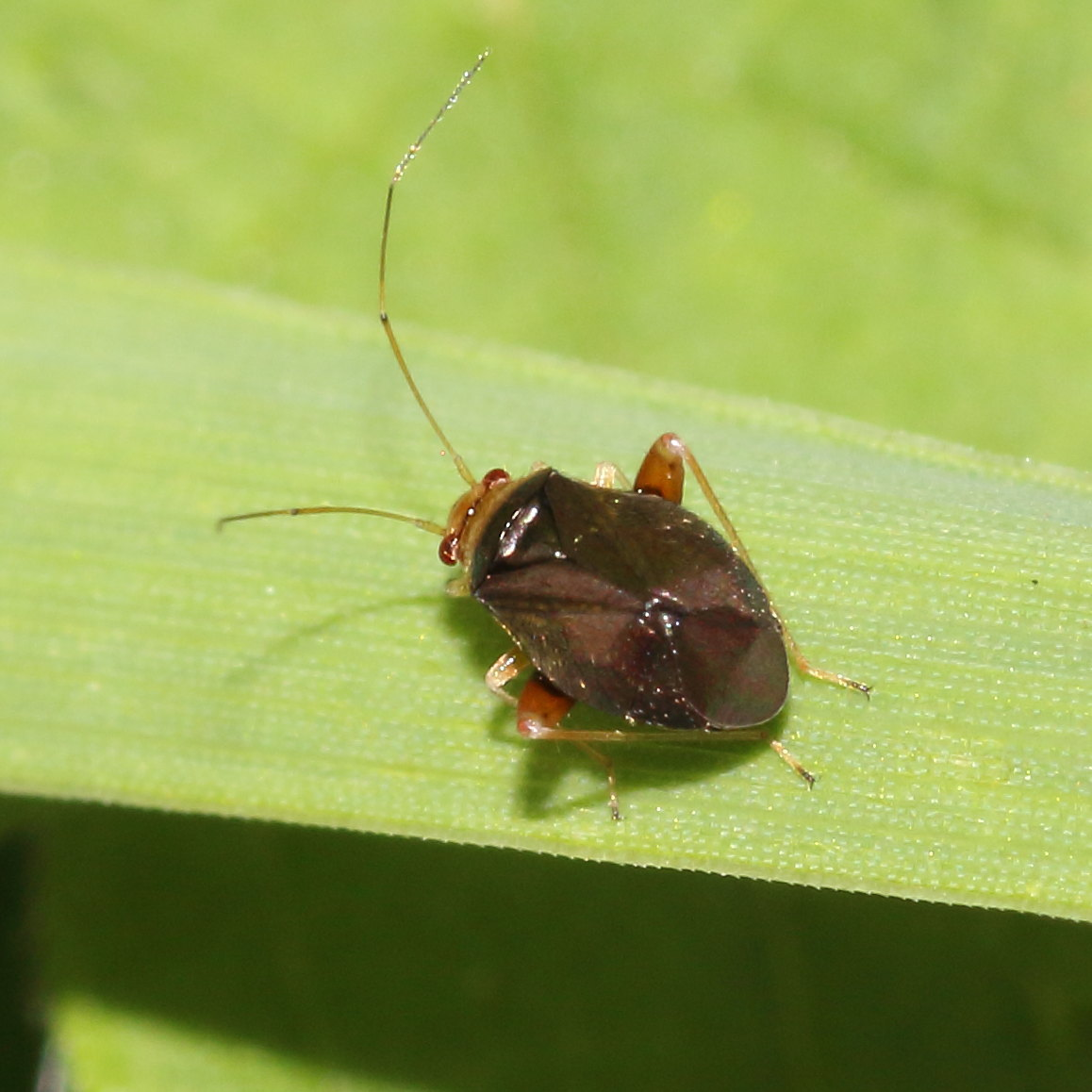
Halticus luteicollis, dorsal

## Vorkommen und Lebensraum
Die Art ist vom Süden Skandinaviens bis nach Nordafrika und östlich bis in den europäischen Teil Russlands sowie über Kleinasien bis in den Kaukasus verbreitet. In Deutschland ist sie weit verbreitet und fehlt nur im Nordwestdeutschen Tiefland. In Österreich ist sie ebenso weit verbreitet und insbesondere im Süden nicht selten. Die wärmeliebende Art ist im Norden und in höheren Lagen auf sonnige Randlagen begrenzt, ansonsten kommt sie auch an schattigen Orten vor.

## Lebensweise
Die Wanzen saugen an verschiedenen krautigen Pflanzen, insbesondere an Gewöhnlicher Waldrebe (Clematis vitalba), bei denen an den Einstichstellen auf den Blättern kleine weiße Flecken entstehen. Die adulten Wanzen kann man im Juli und August beobachten.

## Belege